# ブランニューR
ブランニューRはアカペラグループRAG FAIRのよーすけがパーソナリティを務めるラジオ番組。制作は東海ラジオ放送。毎週様々なアーティストをゲストに迎えて、トークを繰り広げる。
放送時間は月曜21：00～21：35（ナイターオフシーズンは21：30まで）。
2008年4月より放送時間が毎週土曜21:35頃からの10分番組となった。ゲストもマンスリーゲストとなっている。また、すでに野球延長により2度放送が中止している（2008年5月8日現在）
| スタブアイコン | サブスタブ | この項目は、まだ閲覧者の調べものの参照としては役立たない、ラジオ番組に関連した書きかけの項目です。この項目を加筆・訂正などしてくださる協力者を求めています（P:ラジオ/PJ:放送番組）。 |